# Wiersze ostatnie (Czesław Miłosz)
Wiersze ostatnie – tom poetycki Czesława Miłosza wydany w 2006 w Krakowie przez Społeczny Instytut Wydawniczy „Znak”.
Tom zawiera wiersze napisane w ostatnim okresie życia poety  (2002-2004), niektóre w ostatnich miesiącach i tygodniach. Znalazły się w nim wyłącznie utwory, które zdecydował się udostępnić czytelnikom. Autor nie nadał książce tytułu i nie sporządzał spisu treści. Wiersze zebrała, przepisała i datowała sekretarka Miłosza - Agnieszka Kosińska. Pomagała poecie w pracy nad nowymi utworami, zapisywała je i czuwała nad ich ukończeniem. Część wierszy jeszcze za życia poety była wcześniej publikowana w czasopismach: „Kwartalnik Artystyczny”,  „Odra”, „Rzeczpospolita”, „”Tygodnik Powszechny” i „Zeszyty Literackie”. 
Dwadzieścia sześć wierszy ukazało się po raz pierwszy.
Wiersze pogrupowano tematycznie wg działów: utwory autobiograficzne i autotematyczne, portrety i „historie ludzkie”, medytacje filozoficzne oraz wiersze religijne i modlitwy. Do zbioru włączono poemat Orfeusz i Eurydyka (część III), który wcześniej ukazał się w formie książkowej (Kraków 2002).
Zestaw dziewięciu artykułów Głosy i glosy o „Wierszach ostatnich” Czesława Miłosza opublikował „Kwartalnik Artystyczny. Kujawy i Pomorze” 2006, nr 3-4.

## Przekłady na języki obce
- Poslední básně, Praha: Triada, 2011
- Eschata poiimata, Ateny: Momentum Books, 2013
- Posliednie piesme, Beograd: Narodna Bibljoteka "Stefan Prwowienczani", 2013

## Wybrane recenzje
- Dzień Mirosław, Zanim ustało krążenie słowa. Czesława Miłosza „Wiersze ostatnie”, „Kwartalnik Artystyczny” 2006, nr 3-4, s. 239-248.
- Fiut Aleksander, Pożegnanie świata, „Rzeczpospolita (Plus - Minus)” 2006, nr 258, s. 16.
- Franaszek Andrzej, Łąka nadrzeczna, „Tygodnik Powszechny” 2006, nr 27, s. 18.
- Hartwig Julia, Okruchy z sutego stołu. O „Wierszach ostatnich” Czesława Miłosza, „Kwartalnik Artystyczny” 2006, nr 3-4, s. 217-219.
- Jurewicz Aleksander, Tajemnica ostatnia, „Kwartalnik Artystyczny” 2006, nr 3-4, s. 248-249.
- Kornhauser Julian, Muzyka sfer, „Kwartalnik Artystyczny” 2006, nr 3-4, s. 250-254.
- Kosińska Agnieszka, Glosa do „Wierszy ostatnich” Czesława Miłosza, „Kwartalnik Artystyczny” 2006, nr 3-4, s. 223-237.
- Król Zofia, Stronnictwo drzew i wielorybów, „Zeszyty Literackie” 2006, nr 4 (96), s. 170-175.
- Morawiec Arkadiusz, De consolatione poesis, „Nowe Książki” 2007, nr 2, s. 68.
- Myszkowski Krzysztof, Dwanaście ostatnich wierszy Miłosza, „Kwartalnik Artystyczny” 2006, nr 3-4, s. 254-257.
- Sadecki Jerzy, Ostatnie wiersze Miłosza, „Rzeczpospolita (Plus - Minus)” 2006, nr 193, s. 16.
- Skwarnicki Marek, Pośmiertny los poezji Miłosza, „Kwartalnik Artystyczny” 2006, nr 3-4, s. 257-258.
- Solecki Mariusz, Ostatnie wiersze Miłosza, „Twórczość” 2007, nr 3, s. 101-103.
- Stala Marian, Tak mówi cisza. O „Wierszach ostatnich” Czesława Miłosza, „Tygodnik Powszechny” 2006, nr 44, s. 28.
- Szewc Piotr, „wiórek nad otchłanią”, „Kwartalnik Artystyczny” 2006, nr 3-4, s. 259.
- Szuber Janusz, Sarmacki Orfeusz, „Kwartalnik Artystyczny” 2006, nr 3-4, s. 260.
- Śliwiński Piotr, Wyzuwanie się z życia, „Res Publica Nowa” 2007, nr 1, s. 139.
- Łukasz Tischner, Zbawienie jako utrata, „Znak” 2006, nr 12, s.151-158.
- Zaleski Marek, Przepaść zupełnie czarna, „Polityka” 2006, nr 41, s. 79.